# Stadio Marcantonio Bentegodi
Stadio Marcantonio Bentegodi – stadion piłkarski znajdujący się w Weronie we Włoszech. 
Swoje mecze rozgrywają na nim zespoły Chievo Werona i Hellas Werona. Jego pojemność wynosi 45 000.